# Solanderov zovoj
Solanderov zovoj (lat. Pterodroma solandri) je vrsta morske ptice iz porodice zovoja. Ime je dobila po Danielu Solanderu.
Srednje je veličine. Duga je 40 cm. Tamne je, sivosmeđe boje. Spolni dimorfizam dosta je izražen. Mužjak je veći od ženke. Hrani se lignjama i ribama, a ponekad i rakovima, koji su manje važni u prehrani.

## Vanjske poveznice
|  | Zajednički poslužitelj ima još gradiva o temi Pterodroma solandri |
|  | Wikivrste imaju podatke o taksonu Pterodroma solandri             |